# Mikael Ölander
Micke Ölander är en svensk journalist och reporter. Han är sedan 2021 pensionär och har bland annat arbetat på Kvällsposten och  också varit reporter på Expressen där han ingick i tidningens grävgrupp.
Till Ölanders avslöjanden hör det okända miljonslöseriet i Palme-utredningen och att östtyska spetznas-dykare övade i hemlighet i svenska hamnar - en hemlig försvarsrapport som senare bekräftades av ÖB. 2006 vann han Guldspaden tillsammans med flera kollegor för Boreliusaffären, ekonomiska avslöjanden om handelsminister Maria Borelius. 2007 avslöjade Ölander de falska Brilloboxarna, för vilket han tillsammans med Leo Lagercrantz och Christian Holmén tilldelades Guldspaden och nominerades till Stora journalistpriset. 2008 och 2009 avslöjade Ölander bland annat försvarets miljonslarv med pengar i projektet Bikupan, Wanja Lundby-Wedins skatteslarv och att Jan Guillou utfört uppdrag för KGB. Han tilldelades tillsammans med Christian Holmén Per Wendel-priset i november 2009.